# Kleingera
Kleingera ist ein Ortsteil der Stadt Elsterberg im Vogtlandkreis (Sachsen). Der Ort mit den zu ihm gehörigen Siedlungen Reuth und Pfannenstiel wurde am 1. Januar 1994 nach Elsterberg eingemeindet. Im Gegensatz zum Hauptort Elsterberg war Kleingera zwischen 1952 und 1992 nicht von der Umgliederung in den Kreis Greiz im Bezirk Gera bzw. ab 1990 im Freistaat Thüringen betroffen. Einzig der einst in der Flur Kleingera liegende Göltzschhammer wurde 1956 in die Stadt Greiz umgegliedert, zu welcher er bis heute gehört.

## Geographie

Gliederung der Stadt Elsterberg

### Geographische Lage und Verkehr
Kleingera liegt nordöstlich des Stadtkerns von Elsterberg. Der Ort befindet sich im Osten des Naturraumes Vogtland (Mittelvogtländisches Kuppenland) im sächsischen Teil des historischen Vogtlands. Im Westen, Norden und Nordosten grenzt Kleingera an Thüringen (thüringisches Vogtland). Eine Besonderheit besteht in der Straße "Zwischen den Sandgruben", welche genau auf der Grenze zu Thüringen liegt. Dort gehören die Grundstücke der nordwestlichen Seite zu Greiz-Dölau, die der südöstlichen zu Kleingera. 
Die Göltzsch bildet die nordöstliche Flurgrenze und zugleich die Landesgrenze zu Thüringen. Im Norden reicht die Gemarkung in der Nähe des einst zu Kleingera gehörigen Göltzschammers fast bis an die Mündung der Göltzsch in die Weiße Elster heran. Im Osten wird die Kleingeraer Flur vom Stoppbach begrenzt. In Kleingera mündet die Staatsstraße 298 in die Staatsstraße 296. Im Tal der Göltzsch verläuft die S 295 auf Kleingeraer Flur.
Kleingera ist mit der TaktBus-Linie 84 des Verkehrsverbunds Vogtland zweistündlich mit Netzschkau, Reichenbach und Elsterberg verbunden. Diese Linie bindet in Netzschkau auf die PlusBus-Linie 80 durch, die am Postplatz in Reichenbach am Rendezvous-Knoten teilnimmt und Anschlüsse in die ganze Stadt bietet.

### Ortsgliederung
Der Hauptort Kleingera befindet sich in der westlichen Gemarkung. Nordwestlich dessen befindet sich die Siedlung „Gartenweg“/„Dölauer Weg“ an der Landesgrenze, welche sich nahtlos an den Greizer Ortsteil Dölau (Thüringen) anschließt.
Zum Ortsteil Kleingera gehören zudem folgende Siedlungen:
- Reuth in der östlichen Gemarkung an der „Netzschkauer Straße“ ⊙
- Pfannenstiel nördlichen Gemarkung ⊙

Bis 1955 gehörte auch der Göltzschhammer an der nördlichsten Gemarkungsspitze an der Göltzschmündung zu Kleingera ⊙

### Nachbarorte
|                            | Greiz                                       | Irchwitz, Thalbach |
| Sachswitz/Dölau/Rothenthal | Kompassrose, die auf Nachbargemeinden zeigt | Netzschkau         |
| Coschütz                   |                                             | Brockau            |

## Geschichte

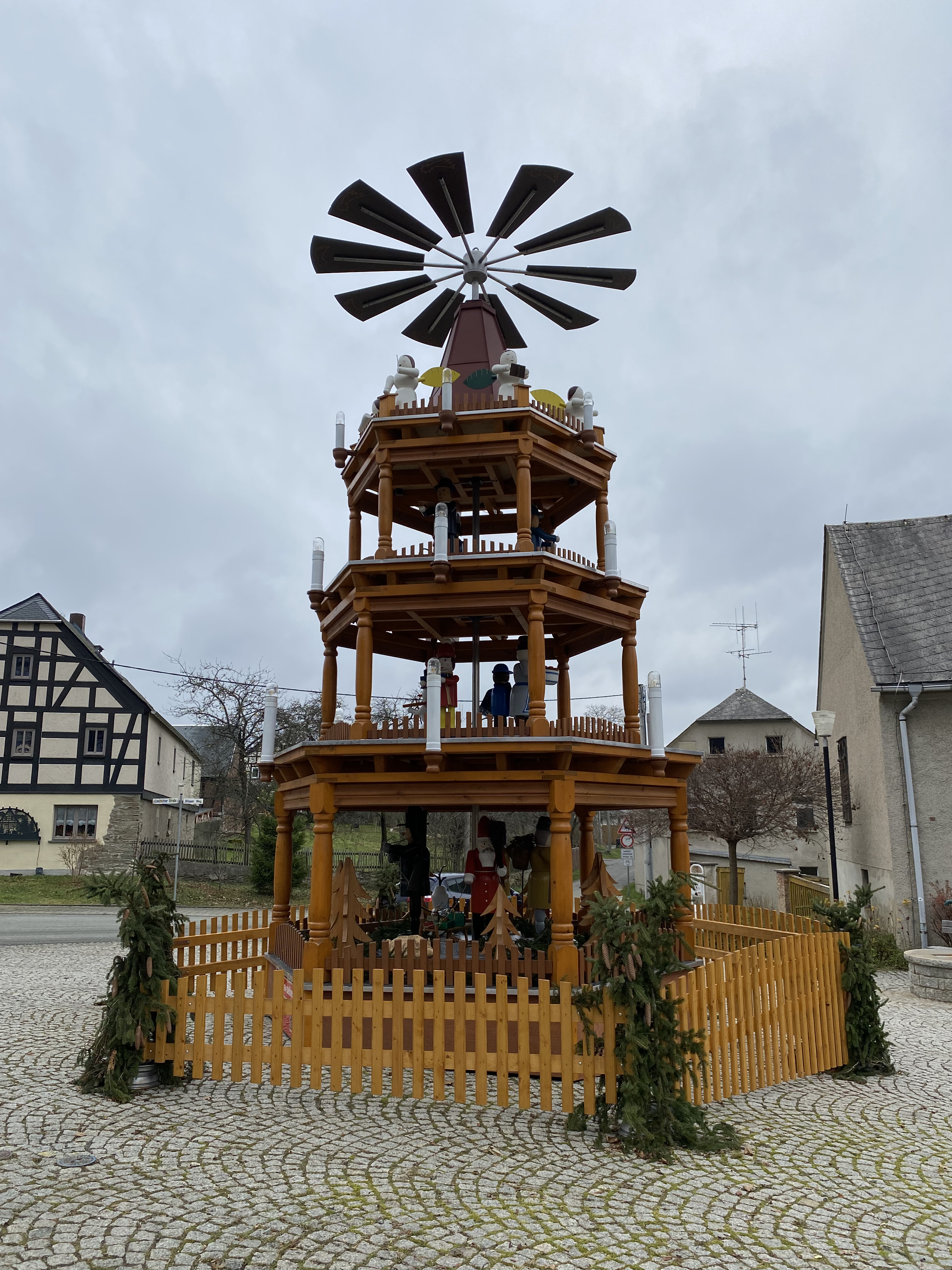
Ortspyramide Kleingera

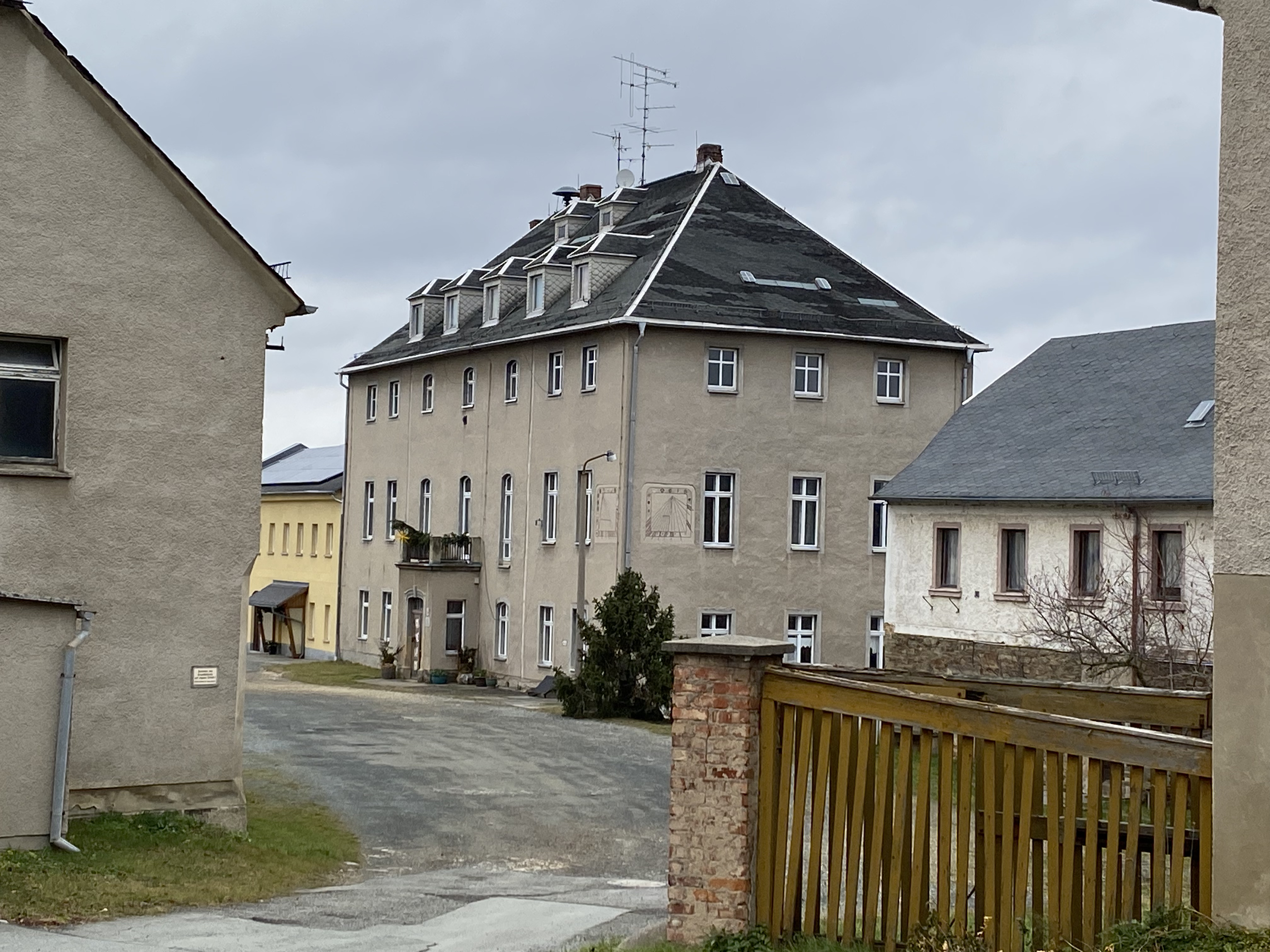
Rittergut Kleingera, Herrenhaus (2021)

### Geschichte von Kleingera

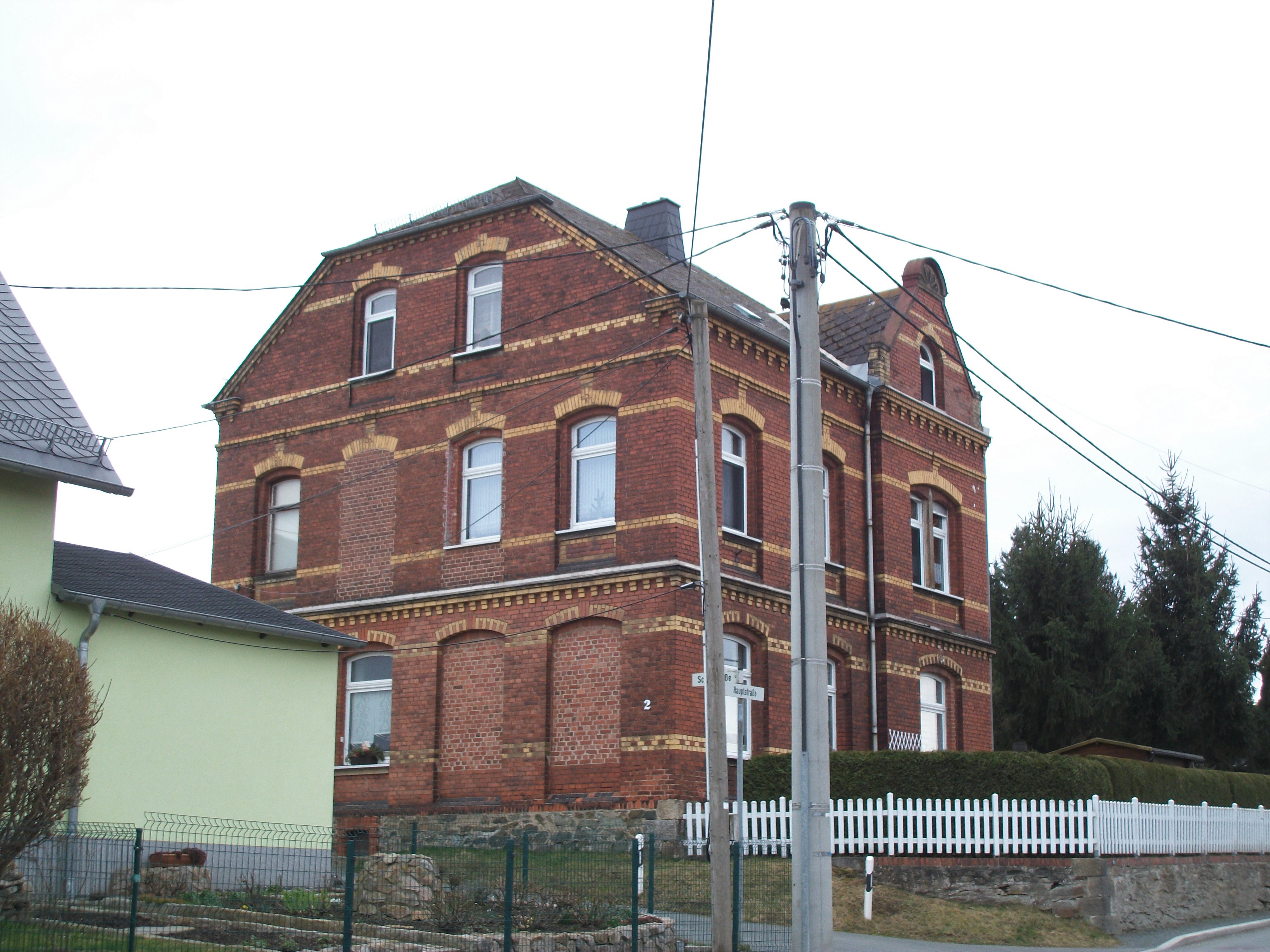
Ehemalige Schule Kleingera

Das Platzdorf Kleingera wurde erstmals im Jahr 1366 (laut Historischem Ortsverzeichnis von Sachsen: 1370) als Goren erstmals urkundlich erwähnt. Der Ortsname ist slawischen Ursprungs und bedeutet Bergort. Auf die slawische Erstbesiedelung von Kleingera deutet auch die Anlage der Siedlung um den Dorfplatz hin, sowie die Insel im Küchenteich, welche der Rest einer slawischen Wallanlage ist. Kleingera gehörte zur Herrschaft Elsterberg, die als Folge des Vogtländischen Krieges von 1354–57 von den Lobdeburgern unter die Lehenshoheit der Wettiner kam und im 16. Jahrhundert in das Amt Plauen eingegliedert wurde.
Das spätere Rittergut Kleingera wurde erstmals urkundlich im Jahr 1448 als Vorwerk der Burg Elsterberg erwähnt, als es Kurfürst Friedrich II. von Sachsen an Heinz von Wolframsdorf verlieh. Nachdem die Familie von Bünau im Jahr 1480 in Kleingera Fuß fasste, kam sie bis 1545 in den Besitz des gesamten Dorfes. Im Jahr 1577 wurde in Kleingera erstmals ein Rittergut erwähnt, zu welchem die Orte Kleingera und Tremnitz, Teile von Scholas und Noßwitz und die im 18. Jahrhundert erstmals erwähnten Nachbarsiedlungen Reuth und Pfannenstiel gehörten. Bezüglich der Grundherrschaft gehörte Kleingera in der Folgezeit anteilig zu den Rittergütern Kleingera und Coschütz. Nachdem das Herrenhaus im Jahr 1632 vollständig abgebrannt war, erfolgte ein zügiger Wiederaufbau des Gebäudes. Rudolf von Bünau verkaufte das Rittergut Kleingera im Jahr 1759 an Heinrich Adolf von Beust. Seit 1786 war es im Besitz von Gottfried Döhler. Die folgenden Besitzer waren seit 1869 Viktor Löbering und ab 1906 die Familie Speck. Paul Speck, ein Kaufmann aus Auerbach/Vogtl., ließ an der Gartenseite des Herrenhauses einen Anbau errichten. Paul Specks Sohn Victor übernahm in der folgenden Zeit das Rittergut Kleingera von seinem Vater.
Kleingera mit Reuth und Pfannenstiel gehörte bis 1856 zum kursächsischen bzw. königlich-sächsischen Amt Plauen. 1856 wurde der Ort dem Gerichtsamt Elsterberg und 1875 der Amtshauptmannschaft Plauen angegliedert. Kirchlich ist Kleingera seit jeher nach Elsterberg gepfarrt. Im Zuge der Bodenreform in der Sowjetischen Besatzungszone ab 1945 wurde Victor Speck, der Besitzer des Ritterguts Kleingera, enteignet und aus der Sowjetischen Besatzungszone ausgewiesen. Das Herrenhaus ging dadurch in Eigentum der Gemeinde über. Der Gutshof mit seinen Wirtschaftsgebäuden wurde in fünf Neubauernhöfe aufgeteilt. Der durch die Landesbodenkommission im März 1948 beschlossene Abriss des Herrenhauses konnte durch den Bürgermeister und die Anwohner verhindert werden. Zunächst wurden in dem Gebäude elf Wohnungen, der Kindergarten und der Schulhort eingerichtet, später zog auch das Gemeindeamt ein.
Durch die zweite Kreisreform in der DDR kam die Gemeinde Kleingera mit den Siedlungen Reuth, Pfannenstiel und Göltzschhammer im Jahr 1952 zum Kreis Reichenbach im Bezirk Chemnitz (1953 in Bezirk Karl-Marx-Stadt umbenannt). Die nördliche Ortsflur Kleingeras mit dem Göltzschhammer und der Mylauer Straße wurde am 1. Januar 1956 nach Greiz in den Kreis Greiz im Bezirk Gera umgegliedert.
Ab 1990 gehörte Kleingera zum sächsischen Landkreis Reichenbach. Am 1. Januar 1994 erfolgte die Eingemeindung von Kleingera in die Stadt Elsterberg, wodurch der Ort vom Landkreis Reichenbach in den Landkreis Plauen wechselte. Die Postleitzahl von Kleingera änderte sich dadurch von "08491" auf "07985". Elsterberg wiederum war auf Grundlage des Staatsvertrages zwischen Thüringen und Sachsen am 1. April 1992 vom thüringischen Landkreis Greiz in den sächsischen Landkreis Plauen gewechselt. Im Gegensatz zum Kleingeraer Ortsteil Göltzschhammer, welcher in Thüringen verblieb, erfolgte im Fall der Stadt Elsterberg und der Gemeinde Görschnitz auf Wunsch der Einwohner die Rückgliederung nach Sachsen. Lediglich bezüglich der Postleitzahl gehören die Orte bis heute zum „thüringischen“ Postleitzahlengebiet „07“, zu dem nun auch Kleingera gehört. Seit 1996 gehört Kleingera als Ortsteil der Stadt Elsterberg zum Vogtlandkreis. Durch die Eingemeindung nach Elsterberg entfiel für das Rittergut Kleingera im Jahr 1994 die Nutzung als Gemeindeamt. Der Kindergarten zog 1998 aus und auch die anderen Mieter verließen nach und nach das Gebäude. Am 11. März 2010 gründete sich der „Verein zur Erhaltung des Ritterguts Kleingera e. V.“.

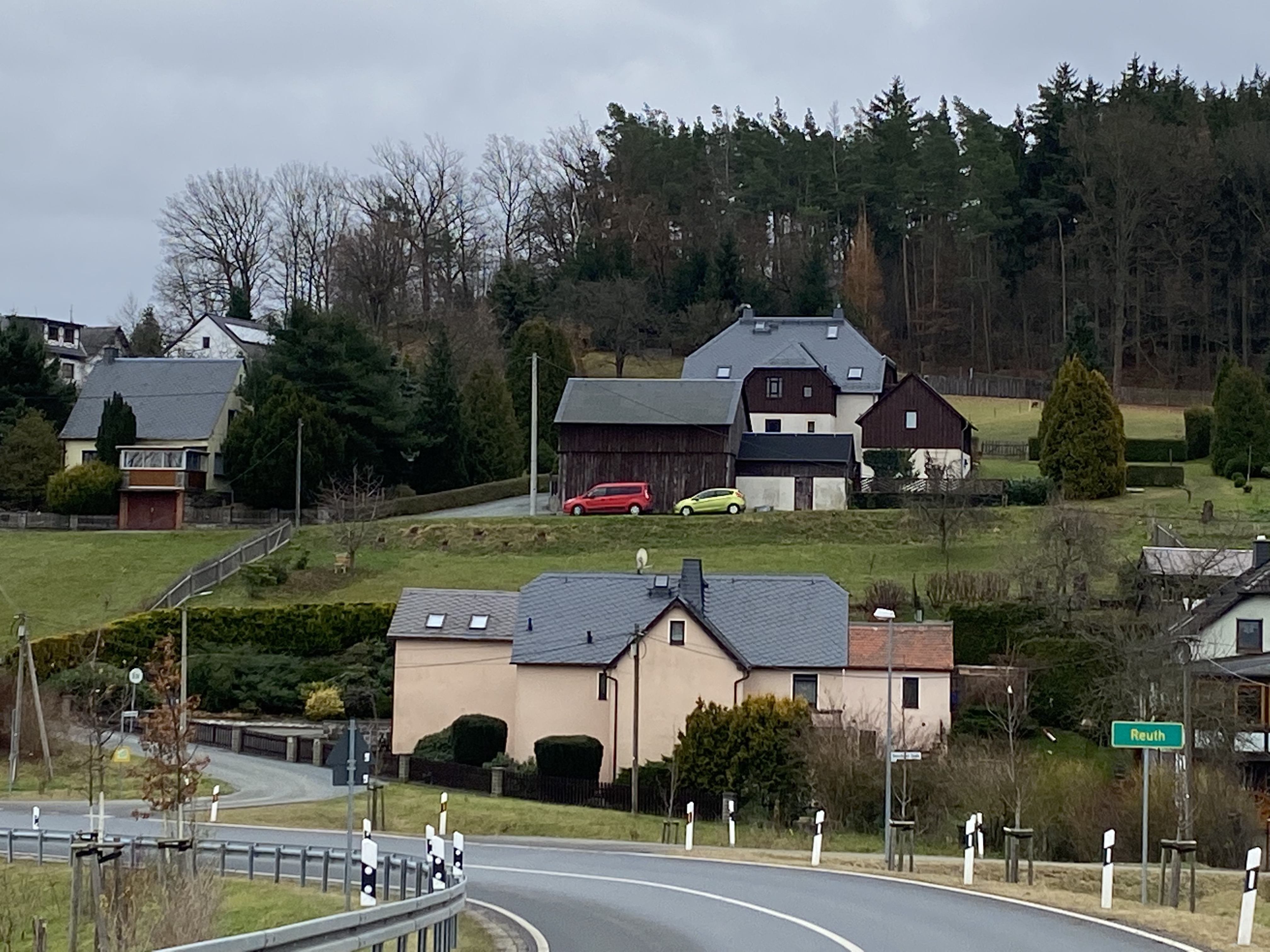
Reuth (2021)

### Geschichte des Göltzschhammers

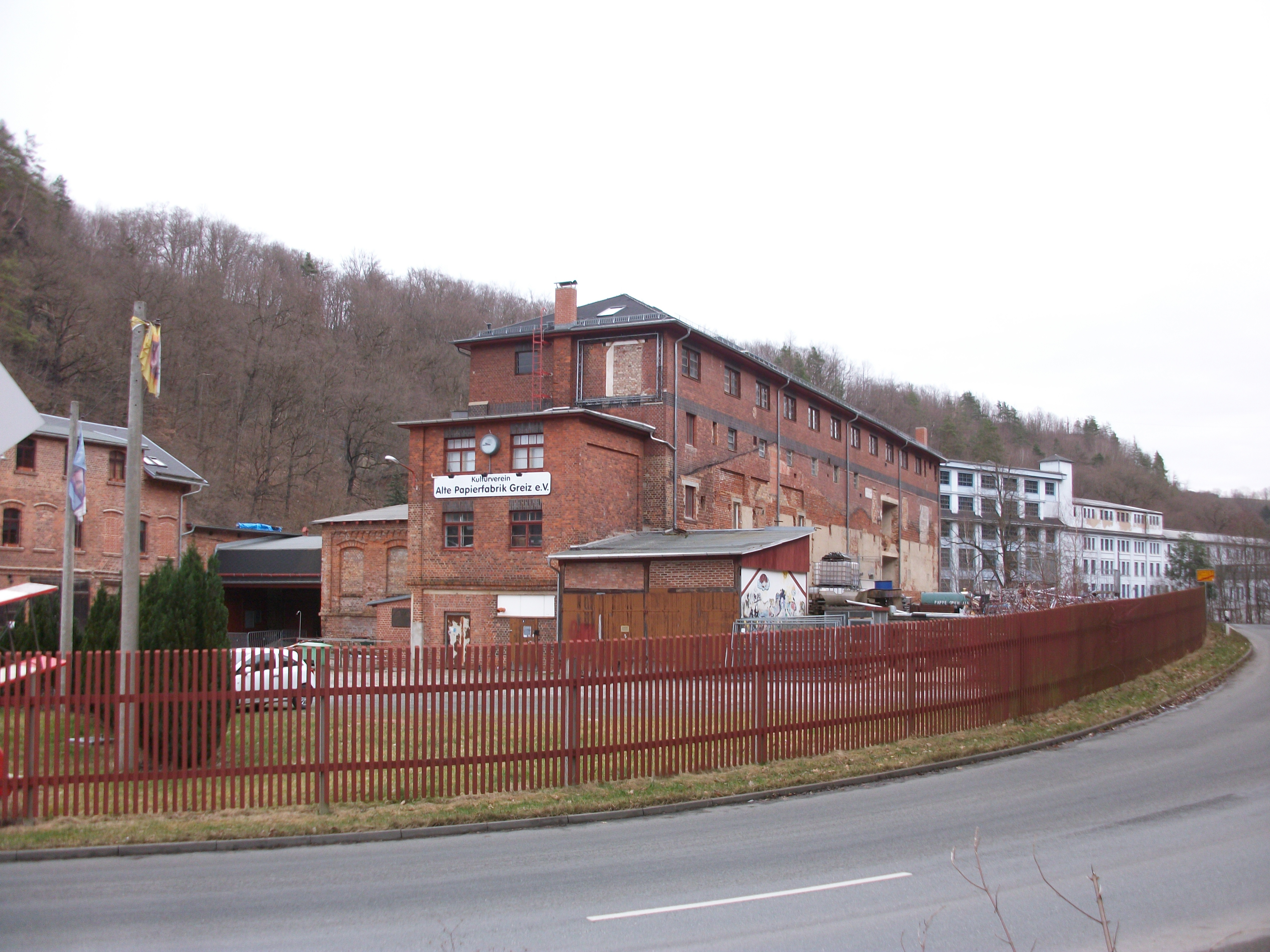
Alte Papierfabrik in Göltzschhammer, ehemals zu Kleingera gehörig

Der Göltzschhammer unweit der Mündung der Göltzsch in die Weiße Elster bildete einst den nördlichsten Zipfel der Kleingeraer Ortsflur. Er grenzte im Westen, Norden und Osten an das Fürstentum Reuß älterer Linie. Die Entstehung des Göltzschhammers hängt mit dem Bergwerk auf dem Pfannenstiel zusammen, da er als Blechhammer gegründet worden war. In der zweiten Hälfte des 19. Jahrhunderts befand sich in der Flur Göltzschhammer die Göltzschtalbrauerei AG, deren Flächen im Jahr 1904 aus dem Gutsbezirk Kleingera ausbezirkt wurden. Nach der Stilllegung der Brauerei erfolgte auf dessen Gelände die Anlage eines Papierlagers der Güntherschen Papierfabrik in der angrenzenden thüringischen Flur des Greizer Stadtteils Irchwitz. Am 1. Januar 1956 erfolgte die Umgliederung von Göltzschhammers von Kleingera im Kreis Reichenbach (Bezirk Karl-Marx-Stadt) nach Greiz in den Kreis Greiz (Bezirk Gera), wodurch dieses Gebiet vom historischen Sachsen zum historischen Thüringen wechselte. Auf dem Gelände der einstigen Brauerei im Göltzschhammer befindet sich heute der Verein Alte Papierfabrik Greiz e. V. .